# Nevado del Tolima

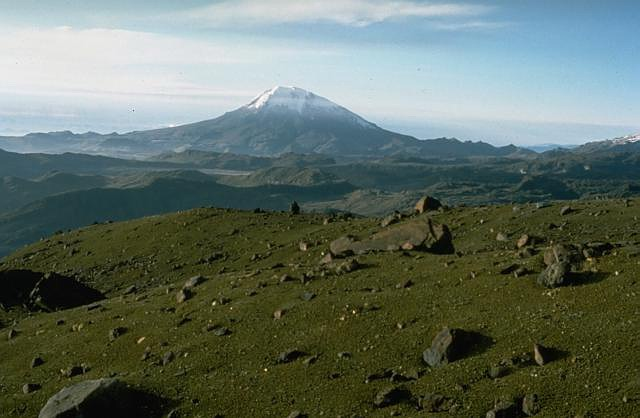
Vista para o Nevado del Tolima.

O Nevado del Tolima é uma das montanhas mais altas da Colômbia. Está localizado na Cordilheira Central dos Andes colombianos no território do departamento de Tolima. O nevado se encontra próximo a Ibagué, a capital do departamento e se considera um vulcão inativo.